# Nobody Else
Nobody Else är det brittiska pojkbandet Take Thats tredje album. Den släpptes 1995 och toppade albumlistan i England. Det finns två versioner av albumet, en före Robbie Williams avhopp, då han sjunger i låtar och finns med på omslaget och på bilder inne i cd-häftet. I versionen efter avhoppet är Robbies röst och bilder som bortblåsta.

## Nobody Else
1. Sure
2. Back for Good
3. Every Guy
4. Sunday to Saturday
5. Nobody Else
6. Never Forget
7. Hanging on to Your Love
8. Holding Back the Tears
9. Hate It
10. Lady Tonight
11. Day After Tomorrow